# Kohei Mishima
Kohei Mishima (三島 康平 Mishima Kohei?), född 15 april 1987 i Saitama prefektur, är en japansk fotbollsspelare.
Mishima började sin karriär 2010 i Vissel Kobe. 2012 flyttade han till Mito HollyHock. Han spelade 133 ligamatcher för klubben. Efter Mito HollyHock spelade han för Matsumoto Yamaga FC och Roasso Kumamoto.